# Inspur

Inspur est une entreprise publique chinoise d'électronique. 
Au 2e trimestre 2013, Inspur a vendu 65 000 serveurs, ce qui la place à la 5e place mondiale en volume. Entre 2018 et 2021, Inspur se place à la 3e place mondiale.
En juin 2020, Inspur se trouve dans la liste publiée par le Pentagone, pointant 20 compagnies liées à l'armée chinoise. En juillet 2020, afin de se conformer aux lois américaines, le fabricant de semi-conducteurs Intel a suspendu provisoirement la fourniture de puces serveur à Inspur.